# Aequipecten glyptus
Aequipecten glyptus is een tweekleppigensoort uit de familie van de Pectinidae. De wetenschappelijke naam van de soort werd in 1882 voor het eerst geldig gepubliceerd door Addison Emery Verrill.